# Николо Гали
Николо Гали (на италиански: Niccolò Galli) е италиански футболист, защитник.

## Кариера
Започва да тренира футбол в Торино, а след това и в Парма и Фиорентина, преди да се премести в академията на лондонския Арсенал през август 1999 г. Прекарва 1 година в Лондон, където спечелва FA Youth Cup през 2000 г., след което се завръща в Италия. По това време е даден под наем на Болоня. Именно тук кариерата на младия централен защитник започва да се проявява, в отбор от Серия А и част от младежките отбори на Италия. По това време е смятан за един от най-талантливите млади футболисти на позицията си.
На 10 февруари 2001 г. Николо Гали загива при катастрофа с мотопеда си, на път за дома от тренировъчния център в Болоня на 17-годишна възраст.

## Наследство
След смъртта му, мениджърът на Арсенал Арсен Венгер и директорът на академията Лиам Брейди похвалват младия защитник и заявяват, че са сигурни, че е щял да направи дебют за първия отбор на Арсенал. Венгер дори стига дотам, за да заяви: „Нямам никакво съмнение, че ако беше жив, би бил капитан на Арсенал и на Италия“. Брейди по-късно също казва: „Винаги си спомням за Николо. Това младо момче беше страхотен футболен талант и имаше голямо бъдеще пред него“. Според него, той превъзхожда връстниците си със „зрелостта и разума“, описвайки го като „завършен играч“, „Той имаше всичко – контрол над топката, пас, физика“.
Тренировъчният център, използван от ФК Болоня, в квартал Кастелдеболе, е кръстен на Гали. Болоня също така оттегля от употреба тениската с номер 27. Арсенал отдава минута мълчание след новината за смъртта му. Фабио Куалярела, приятел и съотборник на Гали, носи номер 27 в негова чест. Основана е и фондация на Гали.

## Личен живот
Бащата на Николо е Джовани Гали, бивш футболист, вратар и световен шампион от 1982 г., настоящ политик. Майка му е Анна, той също има две сестри – Камила и Каролина.